# Coenocorypha
Coenocorypha là một chi chim trong họ Scolopacidae.

## Hình ảnh

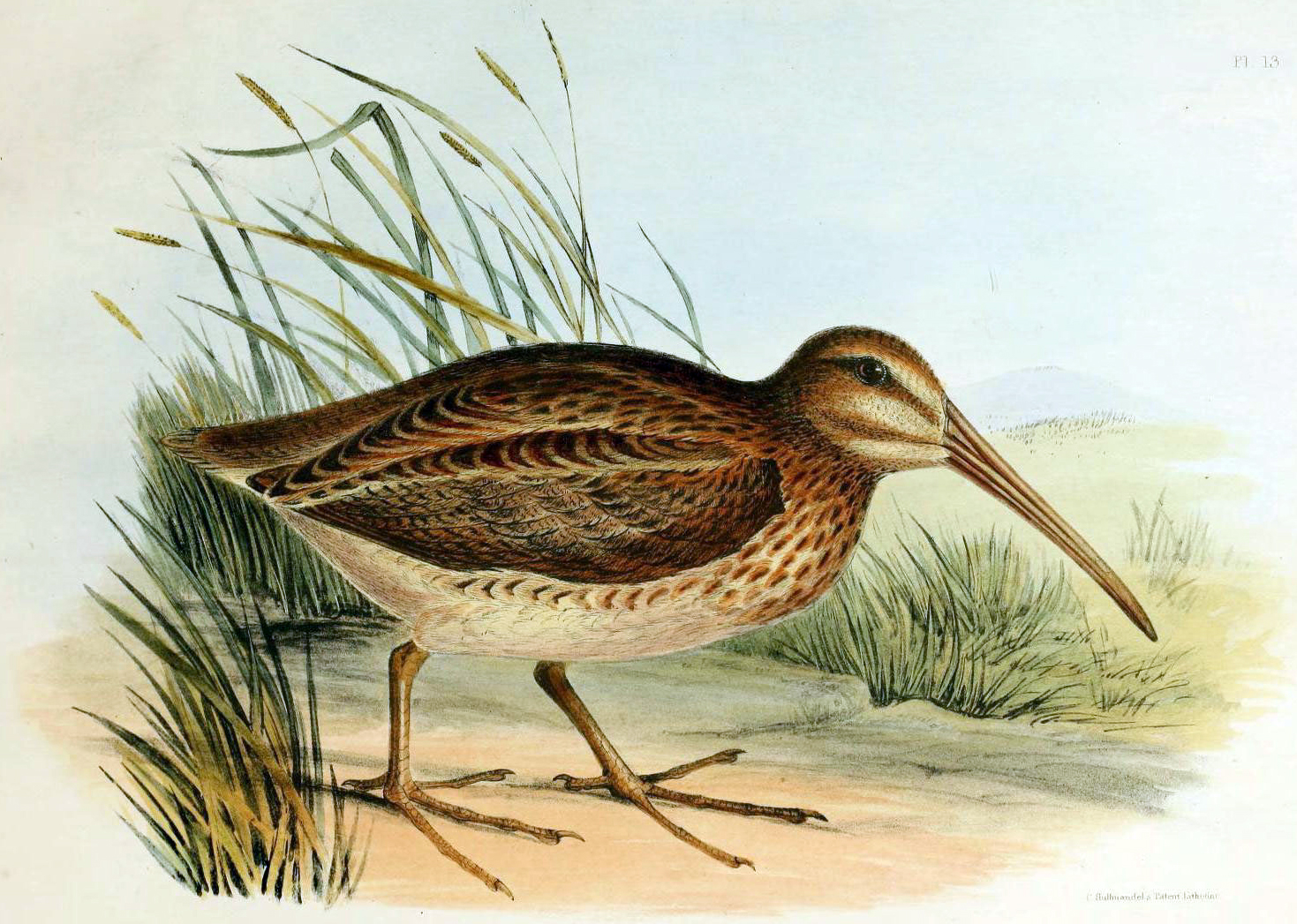
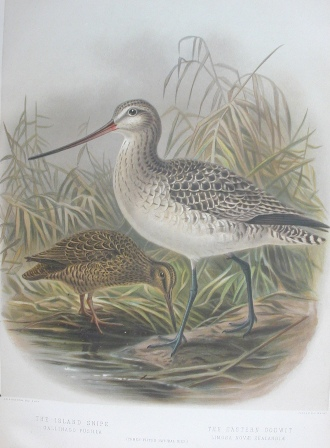
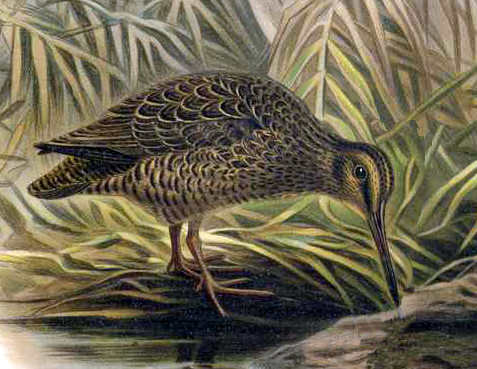